# Химки-М
«Химки-2» — российский футбольный клуб из города Химки. Являлся второй командой (фарм-клубом) футбольного клуба «Химки». Образована в 1996 году. С сезона 2018/19 участвовала в первенстве Второй лиги (с сезона 2023 года — в дивизионе «Б»), под названием «Химки-М» — до 2025 года. 30 мая 2025 года команда была исключена из числа участников дивизиона «Б» Второй лиги.

## История
В 1999—2018 годах молодёжная команда «Химок» выступала в Первенстве России среди ЛФК (в зонах «Москва» и «Московская область»). С сезона 2018/19 команда «Химки-М» стала выступать в Первенстве ПФЛ.
У футбольного клуба «Химки» имелась ещё одна молодёжная команда, которая играла в молодёжном первенстве (в сезонах 2008—2009, 2020/21—2022/23; в 2007 году играла в предшественнике данного турнира — турнире дублёров РФПЛ). В сезоне 2022 года в первенстве Москвы — Дивизион «Б» и Кубке Москвы также играла любительская команда СШОР «Химки» ЛФК «Химки-М», а в сезоне 2024 года имелась команда «Химки-2», выступавшая в чемпионате Московской области (лига «А») в рамках Третьей лиги первенства России среди ЛФК.
В январе 2025 года команда-участница Второй лиги получила название «Химки-2», команда-участница региональных турниров стала называться «Химки-М», в чемпионат Московской области 2025 года заявилась команда СШОР «Химки-М».
30 мая 2025 года из-за того, что основная команда клуба была лишена лицензии на участие в РПЛ, было принято решение расформировать «Химки-2». В тот же день клуб был исключён из списка участников дивизиона «Б» Второй лиги 2025 года; «Химки-2» успели провести 9 матчей, где набрали 7 очков и занимали 14-е место в турнирной таблице.

## Результаты выступлений

### Влюбительском первенстве России
| Год     | Название     | Дивизион/лига, зона (группа) | Дивизион/лига, зона (группа)          | Место    | Примечания |
| ------- | ------------ | ---------------------------- | ------------------------------------- | -------- | --- |
| 1999    | ДЮСШ «Химки» | Первенство КФК               | Московская область Б (ЛФК)            | 5 из 13  | |
| 2000    | ДЮСШ «Химки» | Первенство КФК               | Центр, Московская область, группа «Б» | 1 из 14  | |
| 2001    | ДЮСШ «Химки» | Первенство КФК               | Центр, Московская область, группа «А» | 4 из 16  | Во второй группе (зона 1) первенства Московской области также играла команда ДЮСШ «Химки» (в 2001 году) / ДЮСШ-«Химки» (в 2002 году) / ДЮСШ (Химки) (в 2003 году) |
| 2002    | «Химки-2»    | Первенство КФК               | Центр, Московская область, группа «А» | 12 из 16 | Во второй группе (зона 1) первенства Московской области также играла команда ДЮСШ «Химки» (в 2001 году) / ДЮСШ-«Химки» (в 2002 году) / ДЮСШ (Химки) (в 2003 году) |
| 2003    | «Химки-2»    | Первенство КФК               | Центр, Московская область, группа «А» | 7 из 16  | Во второй группе (зона 1) первенства Московской области также играла команда ДЮСШ «Химки» (в 2001 году) / ДЮСШ-«Химки» (в 2002 году) / ДЮСШ (Химки) (в 2003 году) |
| 2004    | «Химки-2»    | Первенство ЛФЛ               | Москва                                | 12 из 15 | |
| 2005    | «Химки-2»    | Первенство ЛФЛ               | Москва, Дивизион «А»                  | 5 из 13  | |
| 2006    | «Химки-2»    | Первенство ЛФЛ               | Москва                                | 5 из 14  | |
| 2007    | «Химки-2»    | Первенство ЛФЛ               | Москва, Дивизион «А»                  | 12 из 15 | |
| 2008    | «Химки-2»    | Первенство ЛФЛ               | Москва, Дивизион «А»                  | 13 из 16 | |
| 2009    | «Химки-2»    | Первенство ЛФЛ               | Москва, Дивизион «А»                  | 6 из 17  | |
| 2010    | «Химки-2»    | Первенство ЛФЛ               | Москва, Дивизион «А»                  | 7 из 15  | |
| 2011/12 | «Химки-М»    | Первенство ЛФК               | Москва, Дивизион «А»                  | 8 из 19  | |
| 2012/13 | «Химки-М»    | Первенство ЛФК               | Москва, Дивизион «А»                  | 4 из 13  | |
| 2013    | «Химки-М»    | III дивизион                 | Москва, Дивизион «А»                  | 12 из 14 | В 9 матчах засчитаны технические поражения (0:3) |
| 2014    | «Химки-М»    | III дивизион                 | Москва, Дивизион «А»                  | 10 из 20 | |
| 2015    | «Химки-М»    | III дивизион                 | Москва, Дивизион «А»                  | 12 из 20 | |
| 2016    | «Химки-М»    | III дивизион                 | Москва, Дивизион «А»                  | 8 из 20  | |
| 2017    | «Химки-М»    | III дивизион                 | Москва, Дивизион «А»                  | 8 из 18  | |
| 2018    | «Химки-М»    | III дивизион                 | Москва, Дивизион «А»                  | 14 из 15 | Снятие по ходу первенства в связи с переходом в ПФЛ |

1. ↑  На сайте regional-football.ru в 2001 году команда-участница первенства КФК обозначена как ДЮСШ Химки[16], на сайте Footballfakts.ru — «Химки-2»[17], на сайте ffmo.ru — ДЮСШ[18].

### В кубке России среди ЛФК
(зона «Москва» / Кубок Москвы)
| Турнир | 2006 | 2007 | 2008 | 2009 | 2010 | 2011 | 2012 |
| Стадия | 1/2  | 1/16 | 1/16 | 1/8  | 1/4  | 1/8  | 1/8  |
|        |      |      |      |      |      |      |      |
| Турнир | 2013 | 2014 | 2015 | 2016 | 2017 | 2018 |      |
| Стадия | 1/2  | 1/8  | 1/4  | 1/8  | 1/8  | 1/2  |      |

### С 2018 года
| Год     | Лига, группа                        | Место    | И  | В  | Н  | П  | Мячи  | О  | Главный тренер                                                      | Бомбардир             | Примечания                                                   |
| ------- | ----------------------------------- | -------- | -- | -- | -- | -- | ----- | -- | ------------------------------------------------------------------- | --------------------- | ------------------------------------------------------------ |
| 2018/19 | ПФЛ, «Центр»                        | 14 из 14 | 26 | 1  | 11 | 14 | 22-55 | 14 | Николай Савичев                                                     | Темур Джикия — 4      |                                                              |
| 2019/20 | ПФЛ, «Центр»                        | 11 из 14 | 17 | 5  | 3  | 9  | 23-32 | 18 | Михаил Соловьёв Вячеслав Луговкин Максим Тищенко                    | Данил Массуренко — 6  | Утверждены промежуточные результаты                          |
| 2020/21 | ПФЛ, группа 3                       | 12 из 16 | 30 | 10 | 2  | 18 | 46-65 | 32 | Вячеслав Луговкин Игорь Ющенко                                      | Александр Оленёв — 9  |                                                              |
| 2021/22 | ФНЛ-2, группа 3                     | 9 из 22  | 32 | 9  | 11 | 12 | 47-38 | 38 | Дмитрий Вязьмикин Игорь Ющенко                                      | Александр Оленёв — 9  | Приведены суммарные показатели в матчах на 1-м и 2-м этапах. |
| 2022/23 | Вторая лига, группа 3               | 15 из 24 | 34 | 14 | 7  | 13 | 60-51 | 49 | Денис Евсиков Дмитрий Вязьмикин Назим Сулейманов Ринат Билялетдинов | Джамбулат Дулаев — 11 | Приведены суммарные показатели в матчах на 1-м и 2-м этапах. |
| 2023    | Вторая лига, дивизион «Б», группа 3 | 14 из 18 | 17 | 6  | 1  | 10 | 20-28 | 19 | Ринат Билялетдинов Бранимир Петрович                                | Камалди Дазаев — 3    |                                                              |
| 2024    | Вторая лига, дивизион «Б», группа 3 | 6 из 15  | 28 | 13 | 5  | 10 | 37-34 | 44 | Бранимир Петрович                                                   | Олег Трофимов — 12    |                                                              |
| 2025    | Вторая лига, дивизион «Б», группа 3 | —        | —  | —  | —  | —  | —     | —  | Валентин Окорочков                                                  | —                     | Результаты (9:+2=1-6, мячи 6-15) аннулированы                |

Команда СШОР «Химки-М» продолжила участие в чемпионате Московской области 2025 года в рамках Третьей лиги России (в 2024 году играла команда «Химки-2»). Команды СШОР «Химки» ЮФЛ дивизиона «Центр» также продолжили играть.